# Ernst Günter Wenzler

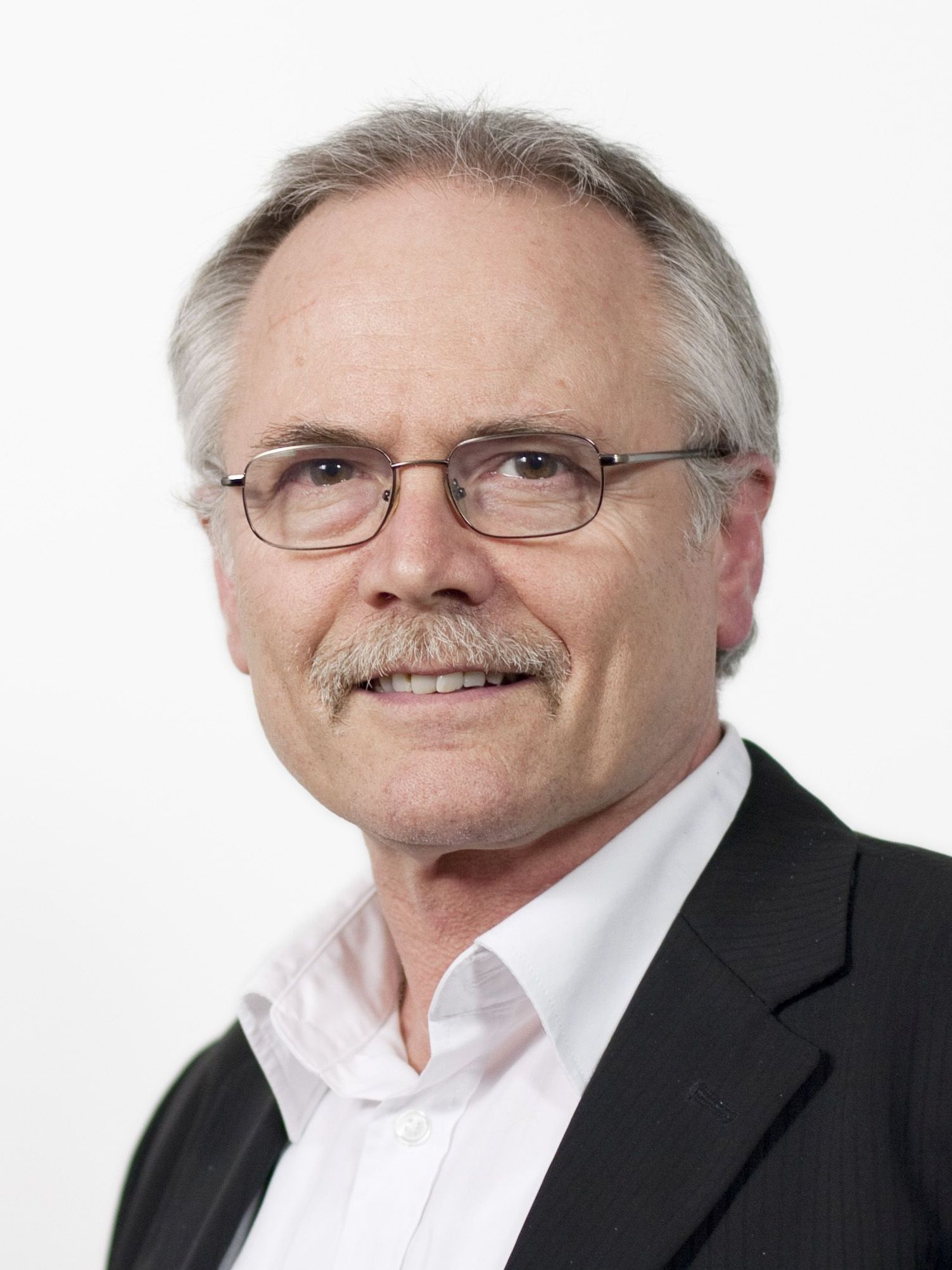

Ernst Günter Wenzler (* 16. Mai 1954 in Geisingen) ist ein deutscher evangelischer Theologe, langjähriger Gemeinschaftsinspektor des Süddeutschen Gemeinschaftsverbandes und Autor.

## Leben und Wirken
Wenzler absolvierte nach seiner Ausbildung zum Industriekaufmann von 1973 bis 1978 ein Studium für Evangelische Theologie am Theologischen Seminar der Liebenzeller Mission. Zwischen war er von 1978 und 1991 als Bundeswart für den Jugendverband Entschieden für Christus des Süddeutschen Gemeinschaftsverbandes (SV/EC) tätig. 1995 schloss er ein Studium an der Columbia International University mit dem „M.A. in Biblical Studies“ ab. Zwischen 1991 und 2001 arbeitete er als Gemeindeberater. Danach war er bis 2004 Leiter für Gemeindebau im Süddeutschen Gemeinschaftsverband und Mitglied des Vorstands. Von 2005 bis zu seinem Ruhestand 2019 war er deren Gemeinschaftsinspektor und Vorstand für Personal und Gemeindebau.
Er war Gastdozent für praktische Theologie der CTL-Kooperation sowie Gastdozent für Homiletik an der Internationalen Hochschule Liebenzell. Er ist Gastdozent am Bibelstudienkolleg Ostfildern, Mitglied im Leitungskreis der Ludwig-Hofacker-Vereinigung und gehörte dem Komitee der Liebenzeller Mission an. Er ist Autor christlicher Bücher und Schriftleiter der missionarischen Zeitschrift „Augenblick mal“, die gemeinsam vom Liebenzeller Gemeinschaftsverband, dem Süddeutschen Gemeinschaftsverband sowie dem Brunnen Verlag (Gießen) herausgegeben wird.
Ernst Günter Wenzler ist seit 1979 mit Waltraud Peters verheiratet. Das Paar hat zwei Kinder und zog 2020 von Stuttgart-Bad Cannstatt nach Balingen.

## Veröffentlichungen
- Resignation, ade, Verlag der Liebenzeller Mission, Bad Liebenzell 1980, ISBN 978-3-88002-113-6.
- Anstösse zum Denken, Glauben, Handeln, Born-Verlag, Kassel 1983.
- Fabelhaftes von Tieren für Menschen, Hänssler Verlag, Neuhausen-Stuttgart 1986, 3. Aufl. 1991.
- Und trotzdem geborgen, Verlag der Liebenzeller Mission, Bad Liebenzell 1989.
- Mit spitzer Feder, Hänssler Verlag, Neuhausen-Stuttgart 1992.
- Auf den Punkt gebracht. Nach-denkliches über typisch (Un-)Christliches, Hänssler Verlag, Neuhausen-Stuttgart 1996, ISBN 978-3-7751-2640-3.

als Mitautor
- Praxisbuch Freizeitarbeit: so wird's gemacht! (mit Reinhold Frey und Georg Terner), Hänssler Verlag, Neuhausen-Stuttgart 1987, 2. Aufl. 1991, ISBN 978-3-7751-1175-1.
- Jugendarbeit mit Pfiff: bibelorientierte Jugendarbeit bis ins dritte Jahrtausend (mit Konrad Flämig und Günter Kress), Born-Verlag, Kassel 1994, ISBN 978-3-87092-147-7.
- Suche Frieden und jage ihm nach! Das Lesebuch zur Jahreslosung 2019 (mit Christoph Morgner (Hrsg.)), Brunnen Verlag, Gießen 2018, ISBN 978-3-7655-4335-7.
- Jesus Christus spricht: Seid barmherzig, wie auch euer Vater barmherzig ist. Das Lesebuch zur Jahreslosung 2021 (mit Christoph Morgner (Hrsg.)), Brunnen Verlag, Gießen 2020, ISBN 978-3-7655-0754-0.

als Herausgeber
- Kreuz gewinnt – im Spiel des Lebens (mit Gustavo Victoria), SCM Hänssler, Holzgerlingen 2009, ISBN 978-3-7751-5002-6.
- Wie ein Baum mit tiefen Wurzeln (mit Dietmar Kamlah), SCM Hänssler, Holzgerlingen 2010, ISBN 978-3-7751-5242-6.
- HoffnungsSpuren (mit Klaus Ehrenfeuchter), Brunnen Verlag (Gießen), 2015, ISBN 978-3-7655-4275-6.